# Mariner 5
Il Mariner 5 fu una sonda del programma Mariner, che trasportava un insieme di strumenti per studiare l'atmosfera di Venere tramite occultazione radio, misure dell'idrogeno nella riga Lyman-alpha dello spettro (ultravioletto lontano o UVc) e per studiare le particelle solari e fluttuazioni nel campo magnetico sopra il pianeta.
Il Mariner 5 fu costruito inizialmente come riserva per il Mariner 4, ma in seguito al successo della missione Mariner 4, venne modificato per la missione venusiana, invertendo e riducendo la dimensione dei pannelli solari e aggiungendo uno scudo termico.

## Missione
La sonda venne lanciata verso Venere il 14 giugno 1967 e sorvolò il pianeta il 19 ottobre dello stesso anno, ad una quota di 3990 km. Dotata di strumenti più sensibili del precedente Mariner 2, Mariner 5 fu in grado di gettare nuova luce sul caldo pianeta coperto di nubi e sulle condizioni dello spazio interplanetario.
I dati sull'occultazione radio dalla sonda aiutarono a comprendere i dati di temperatura e pressione riportati dal lander del Venera 4, che arrivò su Venere poco tempo prima. Dopo queste missioni, fu chiaro che Venere aveva una superficie caldissima e un'atmosfera ancora più densa del previsto.
Le operazioni del Mariner 5 cessarono in novembre (sempre del 1967) ed attualmente la sonda è inerte in un'orbita eliocentrica.